# Georgian Terrace Hotel
El Georgian Terrace Hotel en Midtown Atlanta, parte del Fox Theatre Historic District, fue diseñado por el arquitecto William Lee Stoddart en un estilo Beaux-Arts que pretendía evocar la arquitectura de París. La construcción comenzó el 21 de julio de 1910 y finalizó el 8 de septiembre de 1911 y el hotel abrió el 2 de octubre de 1911. George C. Fuller Construction Company fue el contratista y el desarrollador fue Joseph F. Gatins, Jr.
En 1991 se agregó un ala de 19 pisos, diseñada por Smallwood, Reynolds, Stewart, Stewart and Associates. Una renovación importante se completó en 2009.
The Georgian Terrace es miembro de Historic Hotels of America, el programa oficial del National Trust for Historic Preservation.

## Arquitectura
El Georgian Terrace Hotel original de 10 pisos fue diseñado para ajustarse a las primeras líneas de tranvía de Atlanta que se unían en la esquina de Peachtree Street y Ponce de Leon Avenue. Fue uno de los primeros hoteles construidos fuera del distrito comercial del centro de la ciudad en un entonces barrio residencial, que había sido un terreno originalmente propiedad de Richard Peters.
A un costo de $ 500,000, el hotel fue construido con ladrillo color mantequilla, mármol y piedra caliza en estilo Beaux-Arts como una interpretación sureña del hotel parisino. El hotel cuenta con detalles arquitectónicos clásicos, como esquinas con torreones, ventanas de estilo palladiano del piso al techo y amplias terrazas envolventes con columnas. El hotel está en gran parte sin adornos hasta su línea de cornisa, que está adornada con terracota muy decorativa.
La fachada de la calle Peachtree se compone de una arcada de ventana alta de dos pisos colocada debajo de una cornisa ancha apoyada en pilastras estrechas y tiene un pórtico centrado. La fachada de la Avenida Ponce de León presenta un pórtico sostenido por cuatro columnas que descansan sobre una base porticada rusticada. Este pórtico se utilizó como entrada del Carruaje de Damas y proporcionó acceso al hotel principal; la terraza del café, que tenía plantas exóticas, mesas y sillas para parecerse a los cafés de Europa; y un nivel inferior del hotel, que alguna vez albergó la estación de radio WAKE 1340AM.
Originalmente tenía una prominente cornisa de techo de cobertizo con contrafuerte de tejas que estaba sostenida por soportes emparejados ornamentados, pero se eliminó en 1945.
El interior estaba decorado con candelabros de cristal y bronce italiano, columnas de mármol blanco, pilastras ornamentadas, paredes con paneles, escaleras elípticas y suelos de baldosas italianas. Además de las habitaciones, el hotel albergaba el Winter Garden, el Terrace Garden Lounging Room, que estaba casi completamente encerrado en vidrio, el Terrace Restaurant Grill Room, las oficinas de administración general, un ascensor, cabinas telefónicas, una cabina de curiosidades, un "roble -mission" decoró Rathskeller, barberías, un salón de manicura y un salón de baile adornado que fue el escenario de la gala de 1939 Lo que el viento se llevó.
Todos los muebles originales del hotel y el mobiliario interior eran de M. Rich and Brothers Co., más tarde Rich's.

## Historia
El 2 de octubre de 1911, miles de invitados de Atlanta y otras ciudades asistieron a la ceremonia de inauguración del Georgian Terrace Hotel, donde fueron agasajados por una orquesta española disfrazada que se presentó en el Grand Ballroom. Inmediatamente, los huéspedes y la prensa calificaron el hotel como un "distinto paso adelante en la hotelería sureña" y un "hotel parisino en un conocido bulevar de una ciudad metropolitana". Durante las décadas siguientes, el hotel se conocería como la "Gran anciana de Peachtree".
Desde su apertura, el hotel ha sido el lugar de numerosos eventos históricos y albergó a varios invitados destacados, incluidos Clark Gable, Tallulah Bankhead, Calvin Coolidge, John J. Pershing, Walt Disney y F. Scott Fitzgerald.
A partir de 1913, el famoso tenor italiano Enrico Caruso junto con miembros de The Metropolitan Opera utilizaron el hotel como su sede en Atlanta cuando venían a la ciudad todos los años para actuar en conciertos de primavera. Una vez que el Teatro Fox abrió al otro lado de la calle del hotel en 1929, se detendría el tráfico en la calle Peachtree y se extendería una alfombra roja desde la puerta del hotel hasta la entrada del teatro, lo que permitiría a las estrellas de la ópera y otras celebridades hospedadas en el hotel hacer una gran entrada al teatro antes de que comenzaran sus funciones.

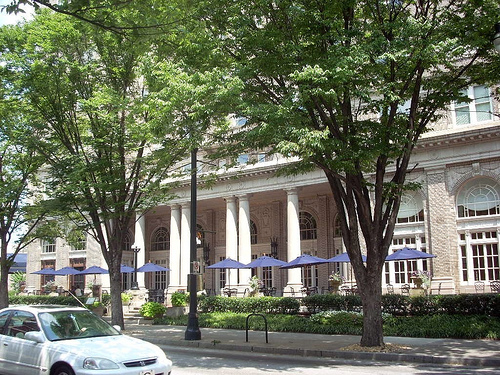
Entrada principal histórica

En la década de 1920, Arthur Murray, que entonces era estudiante en Georgia Tech, comenzó a dar clases de baile en el Grand Ballroom del hotel. Esta empresa finalmente generó su negocio de lecciones de baile de marca franquiciada. En 1926, el investigador principal de Georgia para el procurador general, Bert Donaldson, fue asesinado en el hotel. Se pensó que este "golpe" planeado era evidencia de las conexiones del inframundo de Atlanta con el crimen organizado.
En 1935, el editor de Macmillan, Harold Latham, decidió quedarse en el hotel mientras exploraba el área de Atlanta en busca de nuevos escritores y manuscritos. Mientras estaba en la ciudad, conoció a Peggy Mitchell Marsh, a quien le fue presentado a través de un conocido en común. Este conocido común también le había dicho a Latham que Marsh había escrito una novela sobre Atlanta durante la guerra civil estadounidense y la Reconstrucción. Después de varios intentos fallidos de obtener el manuscrito de Marsh, Latham finalmente logró obtenerlo en el vestíbulo del hotel cuando estaba a punto de partir hacia Nueva Orleans. Al entregar el manuscrito a Latham, Marsh dijo: "Si realmente lo quiere, puede tomarlo, pero está incompleto y sin revisar". Esa novela inconclusa fue completada y publicada en 1936 como Lo que el viento se llevó, ganando el Premio Pulitzer en 1937. Si bien ella insistió en usar socialmente su apellido de casada, el libro se publicó con su apellido de soltera de Margaret Mitchell.
El 15 de diciembre de 1939, el Grand Ballroom del Georgian Terrace Hotel fue el escenario de la gala Lo que el viento se llevó, cuyos asistentes incluyeron a Clark Gable, Carole Lombard, Vivien Leigh, Laurence Olivier, Olivia de Havilland, Claudette Colbert, Victor Fleming, Louis B. Mayer, David O. Selznick, Margaret Mitchell y varios otros invitados destacados.
El estreno de Lo que el viento se llevó fue en Atlanta en 1939. Todas las estrellas y el director de la película (a excepción de Vivien Leigh y su amante en ese momento, Laurence Olivier) se hospedaron en el Georgian Terrace. La fiesta previa al estreno se llevó a cabo en el hotel.
Contrariamente a la creencia popular, la presentación principal de Lo que el viento se llevó no se llevó a cabo en el Fox Theatre, sino en el Loew's Grand Theatre en el centro de Atlanta. Después de que la película se proyectó allí, sus estrellas fueron conducidas a Georgian Terrace a través de una caravana a través de una ruta de desfile en Peachtree Street.
Durante el estreno de Song of the South, que tuvo lugar en el Teatro Fox, Walt Disney se hospedó en el hotel. Regresó a su habitación antes de que comenzara la película; Las reacciones inesperadas de la audiencia de cualquier tipo lo molestaron y prefirió no verlo con la audiencia.
El Georgian Terrace Hotel experimentó bastantes cambios en la década de 1940. Se había convertido en un hotel residencial en 1945 y se había modernizado con aire acondicionado, plomería nueva y algunos cambios en el interior. En 1945, se eliminó la prominente cornisa del techo de cobertizo con contrafuerte de tejas.
Durante la década de 1970, los promotores de conciertos Alex Cooley y Mark Golob convirtieron el Grand Ballroom en el Electric Ballroom. Entre los artistas musicales que ofrecieron conciertos en el hotel se encontraban Billy Joel, Fleetwood Mac, Patti Smith y Bruce Springsteen. La película de 1974 Cockfighter, protagonizada por Warren Oates, presenta algunas escenas que se rodaron en Georgian Terrace.
Para 1981, los ingresos estaban en declive constante y el hotel cerró sus puertas por primera vez en sus 70 años de historia. A mediados de esa década, el hotel había sido tapiado y condenado. En 1986, sin embargo, el hotel fue incluido como parte del "Distrito de teatros Fox" en el Registro Nacional de Lugares Históricos, lo que bloqueó con éxito los planes para su demolición.
La década de 1990 vio un renacimiento del hotel. En 1991 se convirtió en un edificio de apartamentos de lujo y se construyó una nueva ala de 19 pisos con una piscina en la azotea para parecerse al hotel original de estilo Beaux-Arts de 10 pisos. En 1997, los apartamentos fueron desocupados y la propiedad reabrió como un hotel de lujo.
La primera década del siglo XXI vio dos renovaciones importantes realizadas en el hotel, una en 2000 y otra en 2009, que incluyeron la apertura de Livingston's Restaurant and Bar y Mims Café, ambos llamados así por el primer alcalde de Atlanta, Livingston Mims, quien había construido su casa en 1879 en la esquina donde ahora se encuentra el hotel.
En abril de 2007 fue utilizado por Robert Rodríguez para filmar un comercial de Bacardí Global Brands para el mercado europeo titulado El Toro. Este comercial fue protagonizado por George Clooney, Jamie King y Leonor Varela.
En el otoño de 2010, el Grand Ballroom de Georgian Terrace se utilizó como lugar de rodaje de la película The Change-Up de Jason Bateman y Ryan Reynolds. En la película, el salón de baile funciona como Plantation Oaks Country Club.